# مسجد وضريح ضفة النهر الصوفي
مسجد وضريح ضفة النهر الصوفي (بالإنجليزية: Riverside Soofie Mosque and Mausoleum ) هو موقع للعبادة وموقع للتراث أيضا، يقع المسجد في ديربان في اقليم كوازولو ناتال في جنوب أفريقيا .

## وصفه
في عام 1980 تم وصف مسجد وضريح ضفة النهر الصوفي في الجريدة الرسمية بالتالي :
| مسجد وضريح ضفة النهر الصوفي | شيد هذا المسجد من قبل المحتفى به الحاج صوفي، الذي هاجر إلى جنوب أفريقيا في عام 1895. وكان مسؤولا عن بناء 11 مسجد أخر، وإنشاء 13 مدرسة، وأنشأ عدد كبير من المقابر، توفي الحاج صوفي في عام 1911، وجسده مدفون في الضريح المثمنة الذي قام بتصميم بنفسه | مسجد وضريح ضفة النهر الصوفي |